# NGC 2611
NGC 2611 је спирална галаксија у сазвежђу Рак која се налази на NGC листи објеката дубоког неба.
Деклинација објекта је + 25° 1' 40" а ректасцензија 8h 35m 29,1s. Привидна величина (магнитуда) објекта NGC 2611 износи 14,5 а фотографска магнитуда 15,3. NGC 2611 је још познат и под ознакама CGCG 119-127, PGC 24121.